# Неллис, Георгий Августович
Георгий Августович Неллис (также Георг Неллис; род. 5 марта 1906 года в Санкт-Петербурге — ум. 24 сентября 1981 года в Таллине) — государственный деятель Эстонской ССР .

## Биография
В 1923 году окончил школу в Петрограде .
Работал с 1925 по 1932 год в системе потребительской кооперации Ленинградской области, а с 1932 по 1937 год был секретарём и заместителем председателя Ленинградской потребительской кооперации. С 1937 по 1941 год он был токарем и секретарём парткома фабрики Макса Хельца в Ленинграде, а с 1941 по 1945 год был заместителем директора того же завода в Пензе.
В 1945 году он был заместителем председателя правления Республиканского союза потребительских кооперативов Эстонии, а с 1946 по 1952 год - его председателем.
С 22 февраля 1952 года по 4 апреля 1975 года он был заместителем председателя Совета Министров Эстонской ССР.
После этого — персональный пенсионер и консультант в Совете Министров ЭССР.
Член КПСС с 1927 года; он был членом ЦК КПЭ и членом бюро ЦК КПЭ с 1962 по 1964 год . Он был депутатом III, IV, V, VI, VII, VIII и IX созывов Верховного Совета Эстонской ССР .
Георгий Неллис умер 24 сентября 1981 года в Таллине и был похоронен 28 сентября 1981 года в Метсакальмисту .

## Награды
- Орден Трудового Красного Знамени (4 шт.)
- Орден «Знак Почёта»